# Liviu Baicea
Liviu Baicea este un fost jucător care a trecut pe la Dinamo București (1984-1987), Oțelul Galați (1987-1990), Rapid București (1990-1993), FC Național (1992-1994), Dacia Unirea Brăila (1994-1995) Jiul Petroșani (1995-1998), și UTA Arad (1998-1999)  

#### Activitate
- Dinamo București (1984-1987)
- Oțelul Galați (1987-1990)
- Rapid București (1990-1993)
- FC Național (1992-1994)
- Dacia Unirea Brăila (1994-1995)
- Jiul Petroșani (1995-1998)
- UTA Arad (1998-1999)